# Mountain Wolf Woman
Mountain Wolf Woman o Kéhachiwinga ("la que fa la llar del llop de la muntanya") (Black River Falls, Wisconsin, abril de 1884 - 9 de novembre de 1960) fou una índia winnebago.
Va néixer a l'abril de 1884 en el si del clan del Tro vora Black River Falls, Wisconsin. Els seus pares eren Charles Blowsnake i Lucy Goodvillage. Va prendre el nom d'una xamana anomenada Wolf Women que la va guarir quan era nena. Va ser criada a la religió tribal tradicional; més tard, es va convertir a la religió del peiot (Native American Church) després del seu segon matrimoni. La seva vida és un exemple d'una adaptació reeixida a la societat dominant gran, mantenint un sentit serè de la seva pròpia identitat com a dona índia Winnebago (Ho-Chunk). Tradicionalment, els germans arreglaven els matrimonis de les seves germanes, però a ella no li agradava l'home que havien triat els seus germans i després del naixement del seu segon fill, el va deixar i més tard es va casar amb un home de la seva pròpia elecció.
Aquestes són cites del llibre en si que semblaven més profunda entre d'altres: 
"Solíem ser-hi i mirar les estrelles i cridar als trons ... Solíem cantar i dispersar tabac, de peu i mirant les estrelles i la lluna."
"Els indis no miraven cap endavant amb els assumptes d'aquest tipus. Mai van mirar cap al futur. Només miraven al present en la mesura que tenien prou per mantenir-se a si mateixos ..." - Página 5
"Jo era com un nou muntant cavalls"- pàgina 27
"Va ser llavors quan em van dir que m'anava a casar. ...."Vaig protestar força però res es podia fer sobre aquest assumpte. És feina dels teus germans. Tu ha de fer el que els seus germans diuen. Si no ho fas, els avergonyiràs..."- Pàgina 29
"El vaig deixar emportant-me els dos fills amb mi" -pàgina 31 ens assabentarem més tard que els dos nens d'aquest primer matrimoni els va donar a la seva germana per a ser atesos. (hinakega)
"En comptes vaig pensar més dels meus parents i així que vaig tornar a Nebraska." -pàgina 46, importància de la família
"Els meus fills havien mort, els meus parents van morir, el meu pare, la meva mare i la meva germana gran va morir però mai va ser tan dur com quan el meu home va morir ...." - Pàgina 59, el segon matrimoni que condueix a un llarg matrimoni amb mal soldat
"No sé per què, però diguin el que diguin les persones de raça blanca, aquesta és la manera que ha de ser. Suposo que ha de ser així .." - Pàgina 60 pel que fa a com s'han de construir habitatges, on i a quina terra.
"Has tingut moltes atencions per a mi. Diga'm el que sigui que vols." - Pàgina 63 interacció amb Wolf Woman i el seu "avi" que més tard li va ensenyar sobre els medicaments indis, que és una habilitat que li va ensenyar per ajudar els altres.
La seva autobiografia va ser transcrita per Nancy Oestreich Lurie i traduïda en consulta amb Frances Thundercloud Wentz. En el moment de les entrevistes per al llibre, ella tenia vuit fills, 39 nets i 11 besnets. Mountain Wolf Woman era llavors l'autobiografia d'una dona índia americana. Va morir als 76 anys, el 9 de novembre de 1960.